# 3598 Saucier
3598 Saucier је астероид главног астероидног појаса. Приближан пречник астероида је 26,32 ,
а средња удаљеност астероида од Сунца износи 3,175 астрономских јединица (АЈ).
Инклинација (нагиб) орбите у односу на раван еклиптике је 0,779 степени, а орбитални период износи 2066,871 дана (5,658 година). Ексцентрицитет орбите астероида износи 0,103.
Апсолутна магнитуда астероида износи 11,60 а геометријски албедо 0,058.
Астероид је откривен 18. маја 1977. године.